# 764 Gedania
764 Gedania је астероид главног астероидног појаса. Приближан пречник астероида је 58,28 ,
а средња удаљеност астероида од Сунца износи 3,193 астрономских јединица (АЈ).
Инклинација (нагиб) орбите у односу на раван еклиптике је 10,027 степени, а орбитални период износи 2084,359 дана (5,706 година). Ексцентрицитет орбите астероида износи 0,101.
Апсолутна магнитуда астероида износи 9,48 а геометријски албедо 0,084.
Астероид је откривен 26. септембра 1913. године.